# (6504) Lehmbruck
(6504) Lehmbruck (4630 P-L) – planetoida z pasa głównego asteroid okrążająca Słońce w ciągu 3 lat i 281 dni w średniej odległości 2,42 j.a. Została odkryta 24 września 1960 roku.